# حواري (المسيحية)
في المسيحية، الحواري هو تلميذ مخلص ليسوع. وهذا المصطلح موجود في العهد الجديد فقط في الأناجيل وأعمال الرسل. في العالم القديم، الحواري هو تلميذ أو تابع للمعلم. التلمذة ليست مثل كونك طالبًا بالمعنى الحديث. كان التلميذ في عالم الكتاب المقدس القديم يقلد بنشاط حياة معلمه وتعاليمه. لقد كان تدريبًا مهنيًا متعمدًا جعل من التلميذ المكتمل التكوين نسخة حية من المعلم.